# Ospedale di San Jacopo a Sant'Eusebio
L'ospedale di San Jacopo a Sant'Eusebio era un edificio assistenziale di Firenze che fu attivo dal 1186 al 1788 in diversi sedi, fra cui, probabilmente, una nel Prato di Ognissanti sul sito dell'attuale palazzo Sonnino davanti alla scomparsa chiesa di Sant'Eusebio.

## Storia e descrizione
Il primo ricovero per lebbrosi a Firenze fu fondato fuori dalle mura comunali nel 1186, per iniziativa di Vinciguerra Donati. Della fondazione esisteva memoria in una lapide murata dentro la chiesa di Sant'Anna sul Prato, riportata dal Richa: « A(nno) MCLXXXVI NOBILIS QVIDAM / VINCIGVERRA NOMINE DONATI FILVS / HVIC ECCELESIE HVNC LAPIDEM PRO / SVE ANIME REMEDIO DONAVIT». Pur dedicato a san Jacopo, veniva spesso chiamato "di San Eusebio" o di "San Sebio", per la vicinanza con la chiesa intitolata al santo piemontese.

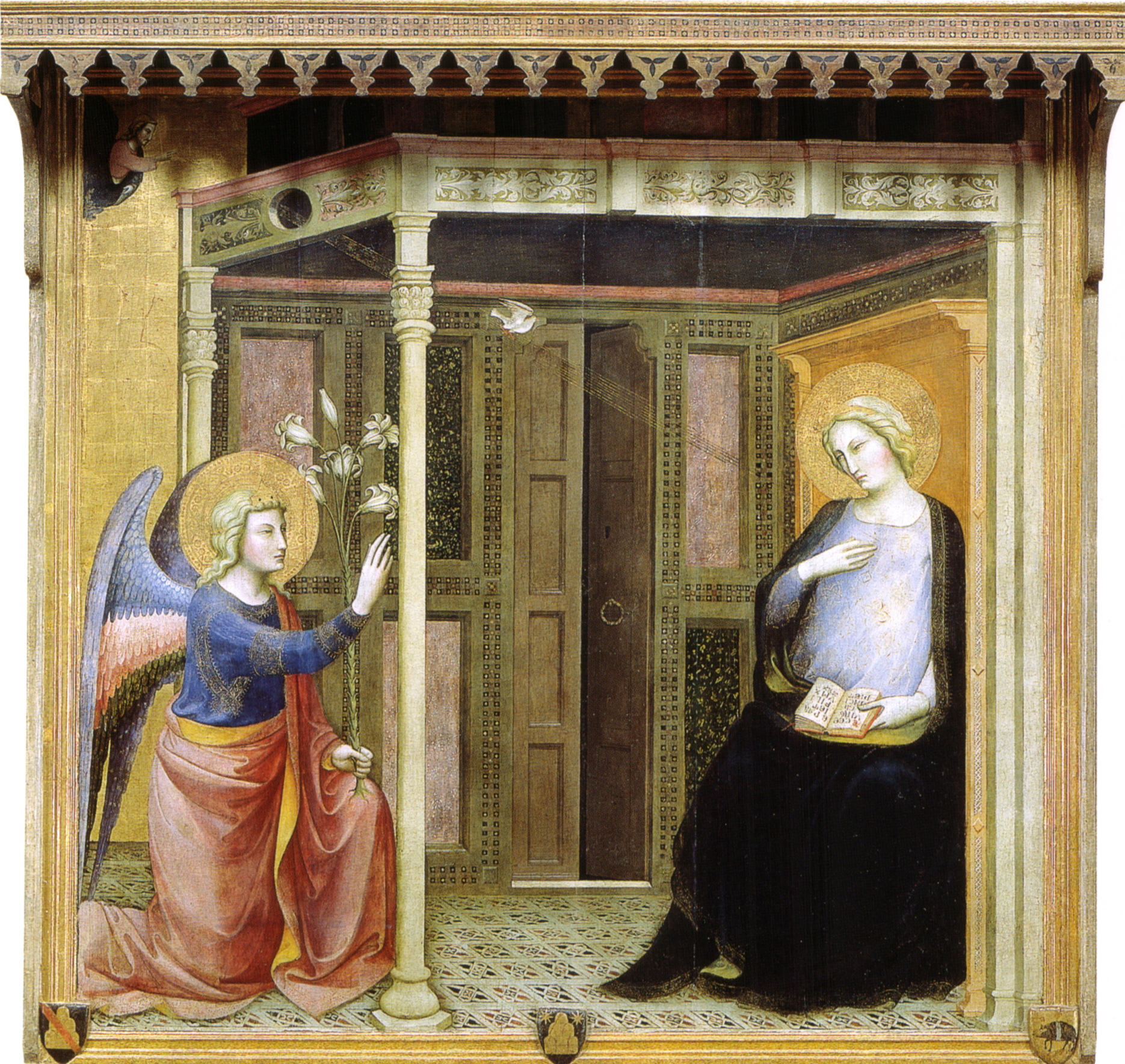
LAnnunciazione del Maestro della Madonna Strauss

Nel 1293 è documentata una controversia legata alla cattiva gestione delle rendite derivate dai beni dell'ospedale, tra il rettore don Bartolo De Vita e l'oblato converso ser Boninsegna di Boninsegna da Montaguto, in Val di Pesa. Intervenne l'Arte di Calimala, che dal 1192 prese sotto la sua protezione l'istituzione caritatevole, che ottenne anche un'esenzione dal pagamento della decima fiorentina, disposto da papa Giovanni XXII. Nell'oratorio dell'ospedale esisteva una grande tavola dell'Annunciazione, attribuita al Maestro della Madonna Strauss (1390-1395 circa) e oggi alla Galleria dell'Accademia.
Il lebbrosario fu inglobato nella cerchia delle mura arnolfiane, ma poco dopo si dispose la creazione di un secondo ospedale fuori Porta a Faenza, chiamato "di San Lazzaro", sempre amministrato dall'Arte di Calimala e sopravvissuto fino all'assedio di Firenze del 1529.
Nel 1534 il problema della lebbra era comunque notevolmente ridimensionato in tutta Europa, grazie al rigido isolamento degli ammalati e alle migliori condizioni igieniche anche nelle fasce più povere della popolazione. In quell'anno Alessandro de' Medici soppresse l'ospedale, e lo concesse alle monache di Sant'Anna in Verzaia (sfollate dopo l'assedio), diventando, dopo opportuni lavori di disinfestazione e adattamento, il monastero di Sant'Anna sul Prato. Quest'ultimo fu poi soppresso nel 1808 e trasformato nel palazzo Sonnino.
I pochi lebbrosi rimasti in città furono trasferiti in un locale messo a disposizione dalle monache di San Giuliano di Montaione presso il ponte a Rifredi, nel popolo di Santo Stefano in Pane, sempre sotto la cura dell'Arte di Calimala. Qui fu allestito velocemente il nuovo ospedale "di San Jacopo e Sant'Eusebio", che nel Settecento ospitava ormai prevalentemente i malati di rogna e altri mali della pelle detti "cutanei attaccaticci". Nel 1777 l'ospedale fu aggregato a Santa Maria Nuova, e nel 1788 fu definitivamente soppresso. Nei locali venne impiantata una manifattura di tessuti di tela.